# Mișu Popp
Mihail (Mișu) Popp (ur. 19 marca 1827 w Braszowie, zm. 6 marca 1892 tamże) – rumuński malarz i twórca murali. Czołowy przedstawiciel akademizmu w sztuce rumuńskiej.

## Życiorys
Wywodził się z Siedmiogrodu. Urodził się w Braszowie jako ósme dziecko Ioana i Eleny. Jego ojciec również był malarzem i twórcą murali, zajmował się przede wszystkim wnętrzem kościołów. Mișu Popp kontynuował dzieło swojego ojca, malując wiele kościołów w Rumunii m.in. w Bukareszcie, Braszowie, czy Araci. 
W 1848 roku ukończył studia w Akademii Sztuk Pięknych w Wiedniu, gdzie znalazł się pod wpływem akademizmu. Stał się tym samym jednym z pierwszych rumuńskich artystów, który zdobył zachodnie wykształcenie.  
Jest znany przede wszystkim dzięki stworzeniu wielu portretów, na których znalazły się postacie historyczne m.in. Michał Waleczny oraz jemu współcześni artyści m.in. Vasile Alecsandri, Ion Heliade-Rădulescu oraz Andrei Mureșanu.

## Galeria

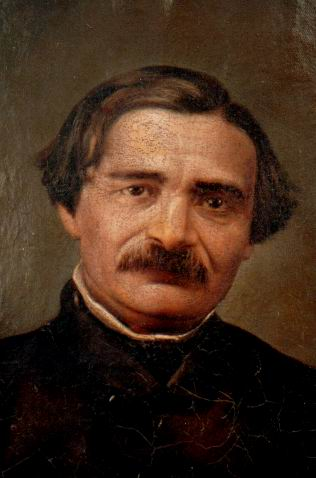
Portret Iona Heliade Rădulescu
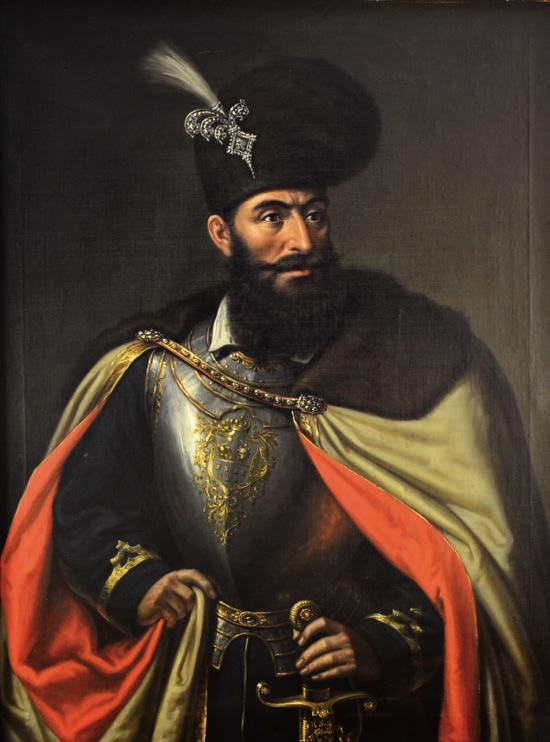
Portret Michała Walecznego
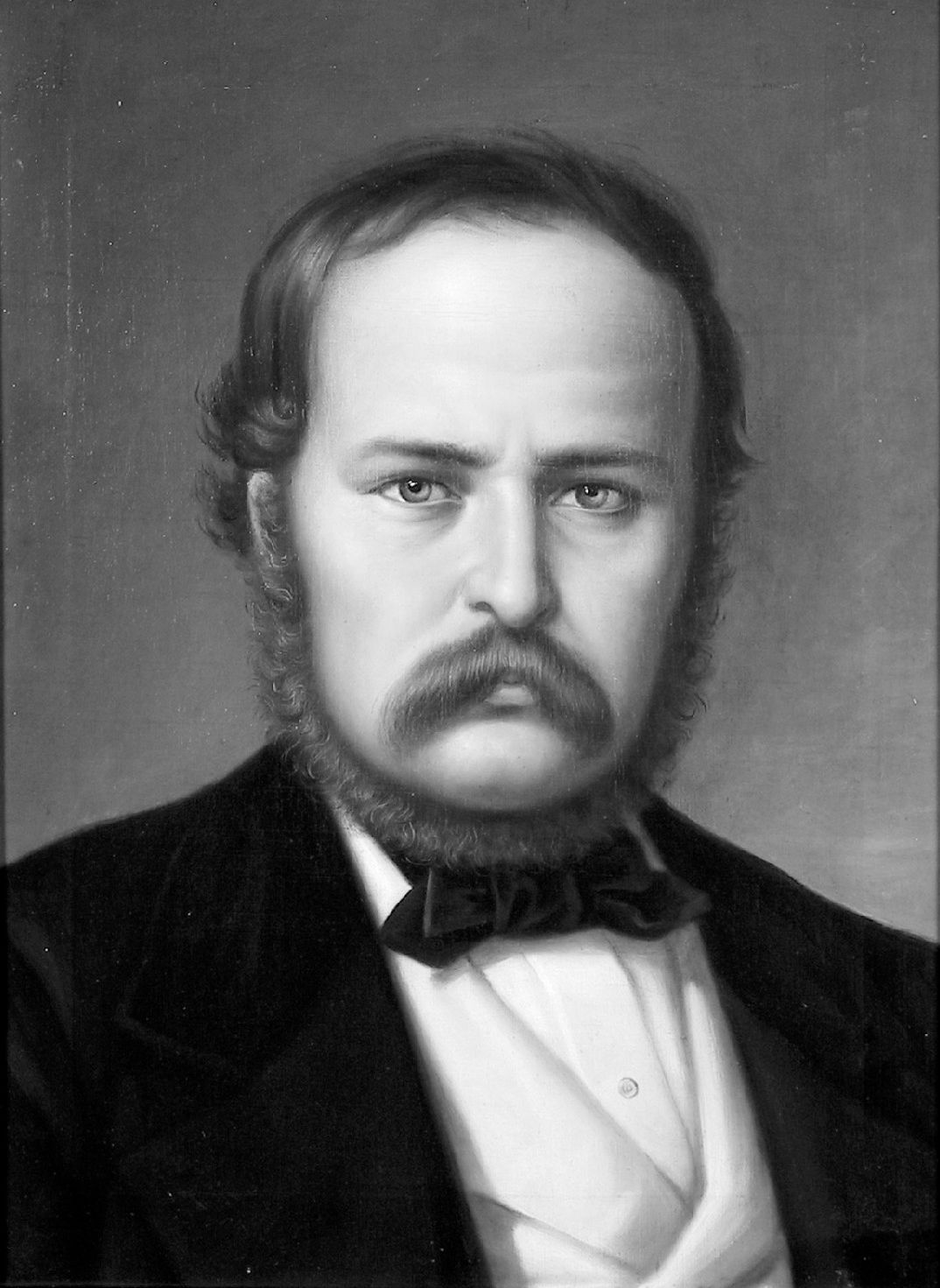
Portret Andreia Mureșanu
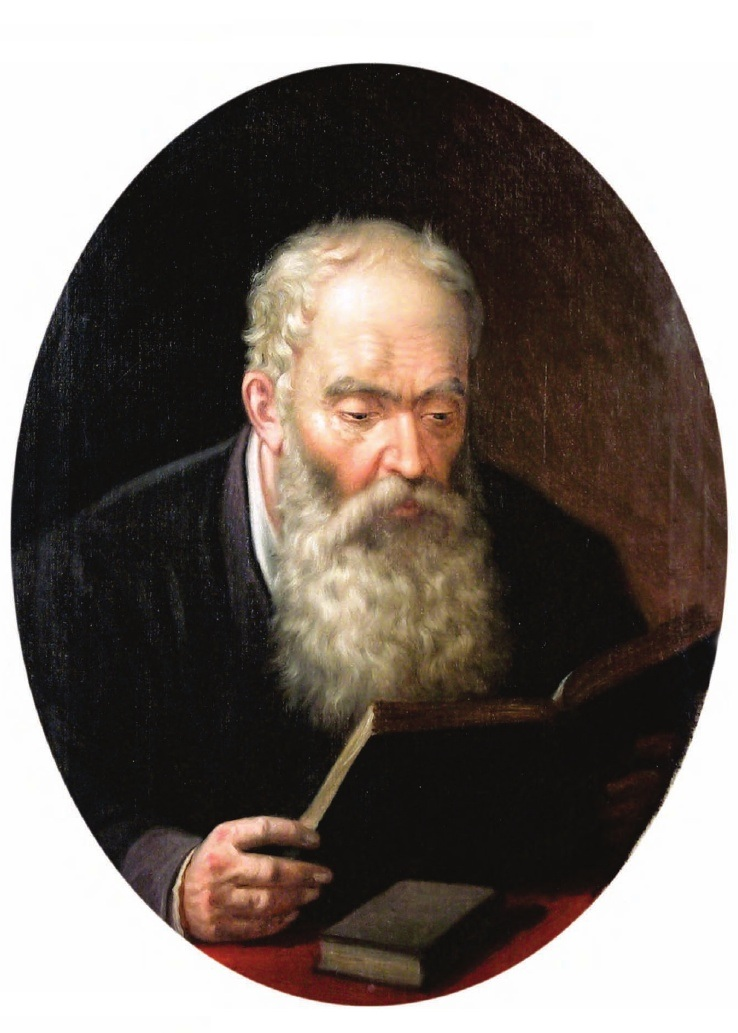
Portret ojca artysty
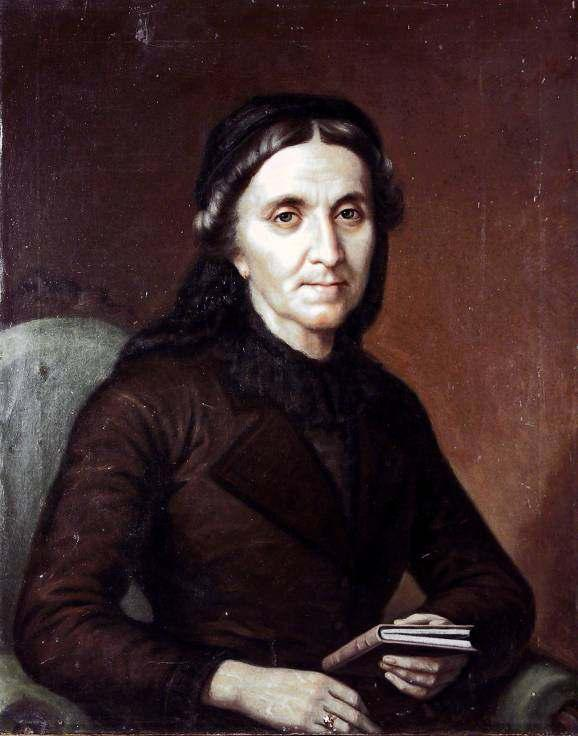
Portret Sevastii Panovici
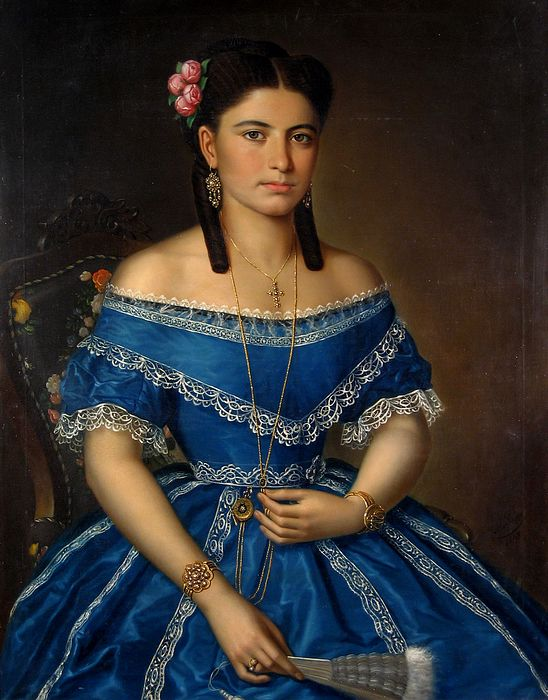
Femeia în albastru
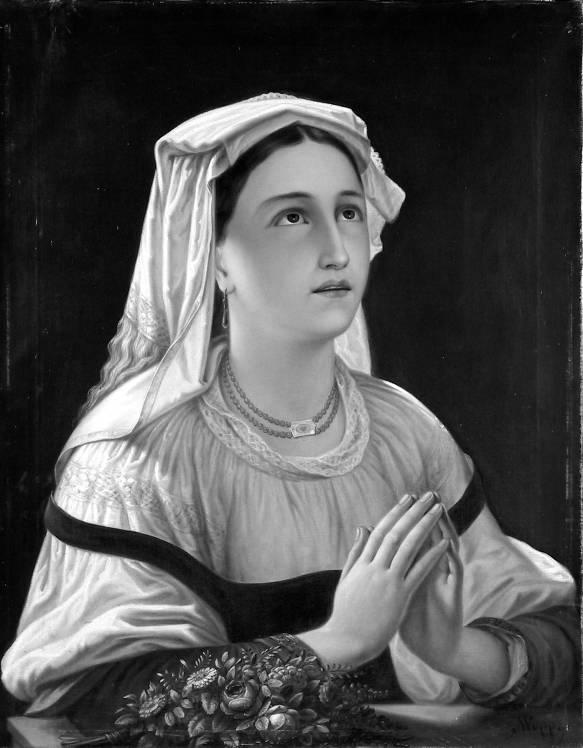
Țărancă italiană
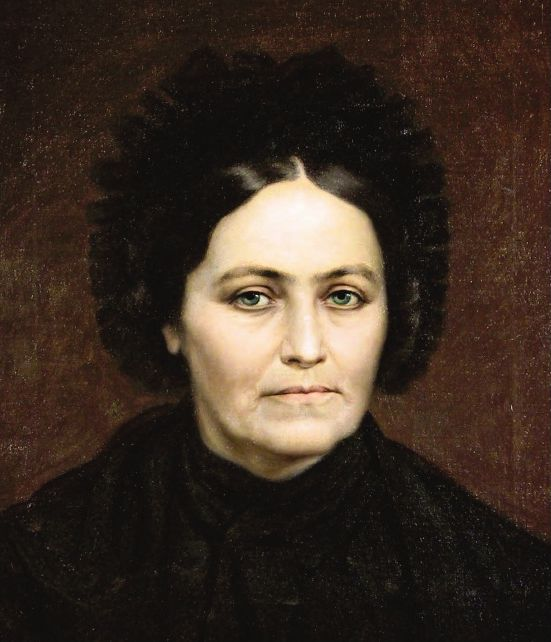
Portret matki artysty